# Bajanauyl
Bajanauyl (kasachisch Баянауыл; russisch Баянаул Bajanaul) ist eine Siedlung und ein Kreis sowie ein kleines Gebirge im Nordosten Kasachstans im Gebiet Pawlodar.

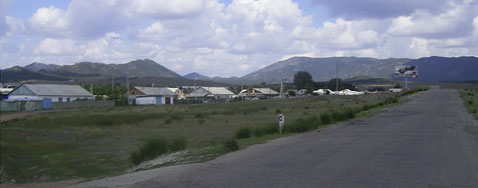
Blick auf die Siedlung

Der Kreis ist ca. 18.500 km² groß (etwa die Größe Sachsens), hat aber nur 25.000 Einwohner (2020). Der Hauptort des Kreises ist die gleichnamige Siedlung Bajanauyl mit 5.544 Einwohnern (2020). Obwohl Bajanauyl sehr dörflich ist, wird es heute offiziell als Siedlung geführt. 86,5 % der Einwohner des Kreises sind heute Kasachen, 9,5 % Russen und 1,6 % (also circa 500 Personen) sind Deutsche (2002). Berühmte Bürger des Bajanauyls sind der Schriftsteller Sultanmachmut Toraighyrow, der Filmemacher Schäken Aimanow und der Akademiker Qanysch Sätbajew. Letzterem ist in Bajanauyl ein Museum gewidmet. Weiterhin hat ein reicher Einwohner dem Ort eine neue Moschee gestiftet.

## Bevölkerung
| Jahr      | 1959  | 1970  | 1979  | 1989  | 1999  | 2009  |
| --------- | ----- | ----- | ----- | ----- | ----- | ----- |
| Einwohner | 3.497 | 5.893 | 5.838 | 6.265 | 5.998 | 5.893 |